# SharePoint
«SharePoint», или «Microsoft SharePoint Products and Technologies» — это коллекция программных продуктов и компонентов, включающая в себя:
- набор веб-приложений для организации совместной работы;
- функциональность для создания веб-порталов;
- модуль поиска информации в документах и информационных системах;
- функциональность управления рабочими процессами и систему управления содержимым масштаба предприятия;
- модуль создания форм для ввода информации;
- функциональность для бизнес-анализа.

«SharePoint» может быть использован для создания сайтов, предоставляющих пользователям возможность для совместной работы. Создаваемые на платформе «SharePoint» сайты могут быть использованы в качестве хранилища информации, знаний и документов, а также использоваться для исполнения облегчающих взаимодействие веб-приложений, таких как вики и блоги. Пользователи могут управлять и взаимодействовать с информацией в списках и библиотеках документов, используя элементы управления, называемые веб-части  (SharePoint WebParts).

## Семейство продуктов SharePoint
SharePoint представлен в виде двух основных продуктов — клиента Microsoft SharePoint Foundation (ранее назывался Windows SharePoint Services, WSS) и Microsoft SharePoint Server (ранее назывался MOSS; см. ниже). Помимо этого предлагается инструментальное средство MS Office SharePoint Designer (SPD; см. ниже).
Microsoft SharePoint Foundation — бесплатное приложение к Windows Server; предоставляет базовую инфраструктуру для совместной работы: редактирование, хранение документов, контроль версий и т. д. Также он включает в себя такую функциональность, как «маршруты» движения документов (платформа для документооборота), списки заданий, напоминания, онлайн-дискуссии.
Microsoft SharePoint Server 2010 — платный компонент для интеграции функциональности SharePoint в работу приложений MS Office. Он является надстройкой над MS SharePoint Foundation и расширяет его возможности. Microsoft Project Server теперь является дополнением, которое устанавливается на MS SharePoint Server 2010.
Microsoft Office SharePoint Server (MOSS) — платный компонент для интеграции функциональности SharePoint в работу приложений MS Office. Он являлся надстройкой над WSS и расширял его возможности. Включал в себя инструменты для бизнес-аналитики — Excel Services, Business Data Catalog. MOSS позволял получить доступ к MS Project Server и к формам Microsoft Office InfoPath через браузер, централизованно, в соответствии с концепцией многомодульного портала. Поддерживал специальные библиотеки, такие как PowerPoint Template Libraries. MOSS ранее был известен как SharePoint Server и SharePoint Portal Server.
Microsoft SharePoint Workspace (SPW, ранее Microsoft Office Groove) — приложение, позволяющее синхронизировать данные (папки, файлы и т.д.)
Microsoft SharePoint Designer (SPD) —  HTML-редактор в стиле WYSIWYG (ранее FrontPage), оптимизированный для создания SharePoint-страниц и управления документами для WSS-сайтов. SPD дает возможность доступа к функциональности своего рендер-движка через Microsoft Expression Web и через среду разработки Microsoft Visual Studio.
Весной 2009 года стал бесплатным продуктом.
Microsoft SharePoint Server 2013 представляет собой интегрированный пакет корпоративных приложений, который предназначен для увеличения производительности труда, организации совместной работы сотрудников, решения таких важных бизнес-задач, как контроль информационных потоков, принятие взвешенных решений и управление рабочими процессами. В продукте сделан акцент на социальную составляющую, облака и мобильность. MS SharePoint 2013 предлагает новые средства простого администрирования, эффективной защиты коммуникации и информации и гибкой совместной работы. Социальные возможности позволяют легко обмениваться идеями, отслеживать действия коллег, отыскивать экспертов и информацию и т. п.